# 1033
1033 (MXXXIII) fue un año común comenzado en lunes del calendario juliano.

## Acontecimientos
- 1 de enero: en toda Europa, los clérigos milenaristas esperan que suceda el fin del mundo mil años después de la muerte de Jesucristo (que ellos creían que había sucedido en el año 33 d. C.).
- Marzo o abril (Viernes Santo): en el aniversario de la muerte de Jesucristo ―tras el fracaso de la profecía del 1 de enero―, los clérigos milenaristas esperan que suceda el fin del mundo. Tras el fracaso del viernes se esperó el Domingo de Pascua (aniversario de la resurrección de Jesucristo).
- 5 de diciembre: en Ramla y Nablús (Palestina), un terremoto de 7,3 deja un saldo de 70.000 muertos.
- En Roma (Italia), Benedicto IX sucede a Juan XIX como papa.

## Nacimientos
- Anselmo de Canterbury, filósofo y escritor inglés.